# Phanerotoma transcaspica
Phanerotoma transcaspica är en stekelart som beskrevs av Kokujev 1902. Phanerotoma transcaspica ingår i släktet Phanerotoma och familjen bracksteklar.